# Campeonato Brasileiro Série B 1972
In 1972 werd de tweede editie van het Campeonato Brasileiro Série B gespeeld, de op een na hoogste voetbalcompetitie in Brazilië. De competitie werd gespeeld van 10 september tot 17 december. Sampaio Corrêa werd kampioen, maar er was dit jaar nog geen systeem promotie of degradatie naar de Série A. Het aantal clubs in de Série A werd wel uitgebreid, waardoor dit de voorlopig laatste editie was tot 1980.

## Eerste fase

### Groep A
| Plaats | Club              | Wed. | W | G | V | Saldo | Ptn. |
| ------ | ----------------- | ---- | - | - | - | ----- | ---- |
| 1.     | Sampaio Corrêa    | 10   | 5 | 3 | 2 | 12:4  | 13   |
| 2.     | Tiradentes        | 10   | 4 | 4 | 2 | 12:9  | 12   |
| 3.     | Moto Club         | 10   | 4 | 4 | 2 | 7:6   | 12   |
| 4.     | Fortaleza         | 10   | 5 | 1 | 4 | 9:9   | 11   |
| 5.     | Guarany de Sobral | 10   | 2 | 2 | 6 | 8:15  | 6    |
| 6.     | Flamengo          | 10   | 1 | 4 | 5 | 9:14  | 6    |

|  | Geplaatst voor tweede fase |

### Groep B
| Plaats | Club             | Wed. | W | G | V | Saldo | Ptn. |
| ------ | ---------------- | ---- | - | - | - | ----- | ---- |
| 1.     | Campinense       | 10   | 7 | 0 | 3 | 20:9  | 14   |
| 2.     | América de Natal | 10   | 5 | 3 | 2 | 15-10 | 13   |
| 3.     | Ríver            | 10   | 5 | 2 | 3 | 14-:4 | 12   |
| 4.     | Ferroviário EC   | 10   | 4 | 4 | 2 | 12:9  | 12   |
| 5.     | Maguari          | 10   | 2 | 1 | 7 | 7:15  | 5    |
| 6.     | Calouros do Ar   | 10   | 1 | 2 | 7 | 11:22 | 4    |

|  | Geplaatst voor tweede fase |

### Groep C
| Plaats | Club                  | Wed. | W | G | V | Saldo | Ptn. |
| ------ | --------------------- | ---- | - | - | - | ----- | ---- |
| 1.     | CSA                   | 8    | 4 | 2 | 2 | 14:11 | 10   |
| 2.     | América do Recife     | 8    | 4 | 2 | 2 | 8:9   | 10   |
| 3.     | Botafogo FC           | 8    | 3 | 3 | 2 | 13:8  | 9    |
| 4.     | Alecrim               | 8    | 1 | 4 | 3 | 10:12 | 6    |
| 5.     | Ferroviário do Recife | 8    | 1 | 3 | 4 | 7:12  | 5    |

|  | Geplaatst voor tweede fase |

### Groep D
| Plaats | Club                   | Wed. | W | G | V | Saldo | Ptn. |
| ------ | ---------------------- | ---- | - | - | - | ----- | ---- |
| 1.     | Atlético de Alagoinhas | 10   | 8 | 2 | 0 | 18:4  | 18   |
| 2.     | Itabaiana              | 10   | 4 | 3 | 3 | 13;10 | 11   |
| 3.     | Central                | 10   | 3 | 5 | 2 | 8:6   | 11   |
| 4.     | Confiança              | 10   | 2 | 3 | 5 | 10:15 | 7    |
| 5.     | Fluminense de Feira    | 9    | 1 | 5 | 3 | 9;16  | 7    |
| 6.     | São Domingos           | 9    | 1 | 2 | 6 | 9;16  | 5    |

|  | Geplaatst voor tweede fase |

## Tweede fase

### Groep E
| Plaats | Club                   | Wed. | W | G | V | Saldo | Ptn. |
| ------ | ---------------------- | ---- | - | - | - | ----- | ---- |
| 1.     | Sampaio Corrêa         | 6    | 3 | 2 | 1 | 6:3   | 8    |
| 2.     | Tiradentes             | 6    | 3 | 2 | 1 | 6:3   | 8    |
| 3.     | Atlético de Alagoinhas | 6    | 1 | 2 | 3 | 2:5   | 4    |
| 4.     | Itabaiana              | 6    | 1 | 2 | 3 | 2:5   | 4    |

|  | Geplaatst voor halve finale |

### Groep F
| Plaats | Club              | Wed. | W | G | V | Saldo | Ptn. |
| ------ | ----------------- | ---- | - | - | - | ----- | ---- |
| 1.     | Campinense        | 6    | 6 | 0 | 0 | 11:2  | 12   |
| 2.     | América de Natal  | 6    | 4 | 0 | 2 | 9:5   | 8    |
| 3.     | CSA               | 6    | 1 | 0 | 5 | 3:8   | 2    |
| 4.     | América do Recife | 6    | 1 | 0 | 5 | 3:11  | 2    |

|  | Geplaatst voor halve finale |

## Halve finale
| Team #1    | Tot.             | Team #2     | 1ste wed | 2de wed | 3de wed |
| ---------- | ---------------- | ----------- | -------- | ------- | ------- |
| Itabaiana  | 0 - 2            | Remo        | 0 - 0    | 0 - 2   | /       |
| Villa Nova | 3 - 3 (6-5 n.p.) | Ponte Preta | 1 - 0    | 0 - 1   | 1 - 1   |

## Finale
|                    |                |              |            |                           |
| 17 december Finale | Sampaio Corrêa | 1 – 1 (n.v.) | Campinense | Nhozinho Santos, São Luís |
| 17 december Finale | Pelezinho 89'  |              | 37' Volmir | Nhozinho Santos, São Luís |
| 17 december Finale | Strafschoppen  |              |            | Nhozinho Santos, São Luís |
| 17 december Finale | 5-4            |              |            | Nhozinho Santos, São Luís |

1971 · 1972 · 1973-1979 · 1980 · 1981 · 1982 · 1983 · 1984 · 1985 · 1986 · 1987 · 1988 · 1989 · 1990 · 1991 · 1992 · 1993 · 1994 · 1995 · 1996 · 1997 · 1998 · 1999 · 2000 · 2001 · 2002 · 2003 · 2004 · 2005 · 2006 · 2007 · 2008 · 2009 · 2010 · 2011 · 2012 · 2013 · 2014 · 2015 · 2016 · 2017 · 2018 · 2019 · 2020 · 2021 · 2022 · 2023  · 2024